# أمريكا المفتوحة 1988 (كرة مضرب)
قائمة بالأبطال في بطولة 1988 أمريكا المفتوحة:

## الكبار

### فردي رجال
ماتس ويلندر هزم  إيفان ليندل, 6-4, 4-6, 6-3, 5-7, 6-4

### فردي سيدات
شتيفي غراف هزم  غابرييلا ساباتايناي, 6-3, 3-6, 6-1